# Rung rúc
Rung rúc (danh pháp khoa học: Berchemia lineata) là một loài thực vật có hoa trong họ Táo. Loài này được (L.) DC. mô tả khoa học đầu tiên năm 1825.